# Nyikó mente
Nyikó mente a Hargita fennsíkjának nyugati pereméről induló és Székelykeresztúr mellett a Nagy-Küküllőbe torkolló Nyikó patak völgye.

## Leírása
A Nyikó mente falvai alkotják az egykori Udvarhelyszék jellegzetes vidékét. A Nyikó völgye egyike a hagyományos udvarhelyszéki kistérségeknek. A Nyikó mente legnevezetesebb települései: Szentlélek, Farkaslaka, Kobátfalva. Nyikó menti helynevek még: Kecset, Kisfalud, Bencéd.
Az Udvarhelyi-dombvidék nyugati részét észak-északkeleti irányban átszelő Nyikó patak vízgyűjtőjéhez tartozó falvak közigazgatásilag két községbe tartoznak. A felső folyás mentén Farkaslaka (Lupeni), míg a középső és alsó szakasz Siménfalva (Simanesti)  községhez tartozik.
A tájegység népét Tamási Áron regényei és elbeszélései tették ismertté.
A  Nyikó patakot a felső és középső szakasza mentén a helyi lakosság csak Nyikónak, míg az alsó folyásán Fehér-Nyikó néven nevezi, amely elnevezést a partján található fehér földről (szénsavval vegyült mészföld, melynek egyik faja a kréta is) kapta.
A Nyikó patak Farkaslaka fölött, a 650 m tengerszint feletti magasságban levő vulkáni platón ered a Veres Máté nevű helyen, a Nyikó feje nevű hegyből. Székelyszentlélek lakosai ezzel szemben az oroszhegyi határ Magyaró nevű havasának Tóthordád nevű kútjából eredeztetik (Vofkori 1998).